# Iwan Iwanowitsch Schischkin

Iwan Nikolajewitsch Kramskoi: Porträt des Malers Siskin (1880)

Iwan Iwanowitsch Schischkin (russisch Иван Иванович Шишкин, wiss. Transliteration Ivan Ivanovič Šiškin; * 13. Januarjul. / 25. Januar 1832greg. in Jelabuga; † 8. Märzjul. / 20. März 1898greg. in Sankt Petersburg) war ein russischer Maler und Grafiker sowie ein Mitglied der Peredwischniki.

## Leben
Geboren als Sohn eines Kaufmanns hatte er es sehr schwer, seinen Berufswunsch, Maler zu werden, durchzusetzen.
Seine Ausbildung absolvierte er an der Moskauer Hochschule für Malerei, Bildhauerei und Architektur. Danach nahm er ein Studium an der Petersburger Kunstakademie auf, das er 1860 erfolgreich und mit einer Auszeichnung versehen beendete. Im Jahr 1865 erhielt er einen Lehrauftrag an seiner ehemaligen Ausbildungsstätte und übernahm später eine Professur. Gleichzeitig lehrte er an einer Höheren Kunstschule Landschaftsmalerei.
Schischkin lebte und arbeitete darüber hinaus einige Jahre in der Schweiz und in Deutschland (1862 Dresden, 1863 Zürich und 1864/65 Düsseldorf). Nach seiner Rückkehr nach Russland wurde er Mitglied der Peredwischniki und der Gesellschaft der russischen Aquarellmaler.

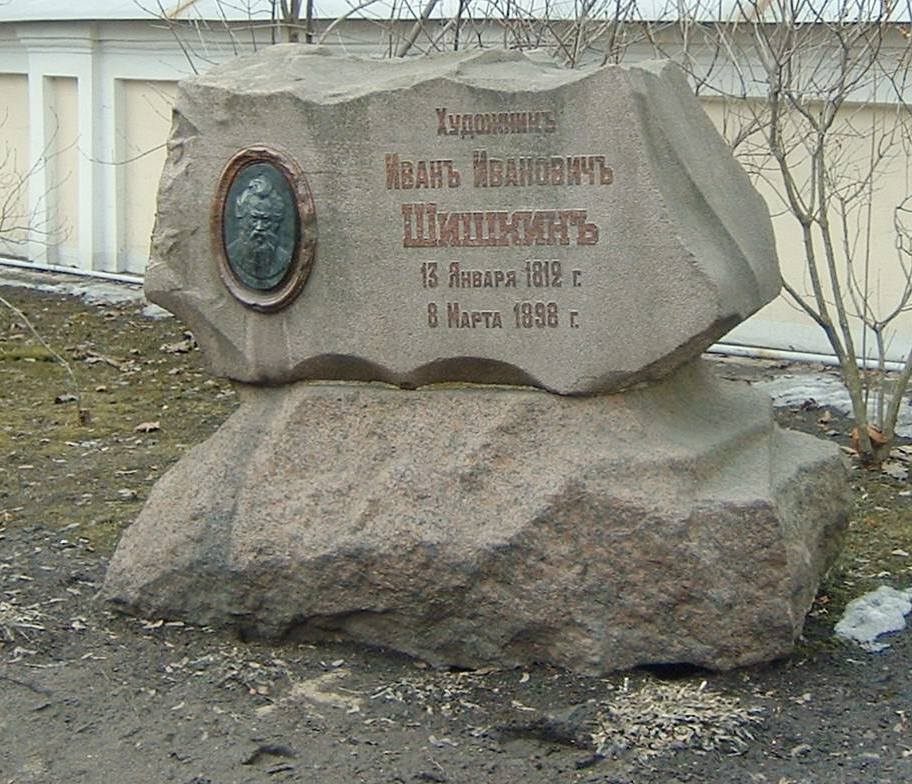
Schischkins Grab, Tichwiner Friedhof, St. Petersburg

Weiterhin nahm er teil an Ausstellungen der Akademie der Künste, der Allrussischen Ausstellung in Moskau im Jahr 1882 sowie den Weltausstellungen in Paris 1867, Wien 1873 und abermals in Paris 1878.
Schischkins Stil basierte auf analytischen Naturstudien. Er gilt als ein herausragender Maler von Naturlandschaften, war aber ebenso ein ausgezeichneter Zeichner und Lithograf. Seine Bilder zeichnen sich durch eine tiefschürfende russische Symbolik aus. Er gilt als einer der bedeutendsten Landschaftsmaler und Vertreter des Naturalismus in der russischen Malerei.
1994 wurde der Asteroid (3558) Shishkin nach ihm benannt.

## Werke (Auswahl)
- Der Blick auf die Insel Walaam
- Mittag bei Moskau
- Kiefernwald im Gouvernement Viatka
- Wäldliche Weiten
- Kiefern im Sonnenlicht
- Regen im Eichenwald (1891)
- Das Schiffshain
- Der Mastenwald
- Das Dickicht
- Roggen (1878), Tretjakow-Galerie, 187 × 107 cm, Öl auf Leinwand
- Wald (1895)

Werke von Schischkin
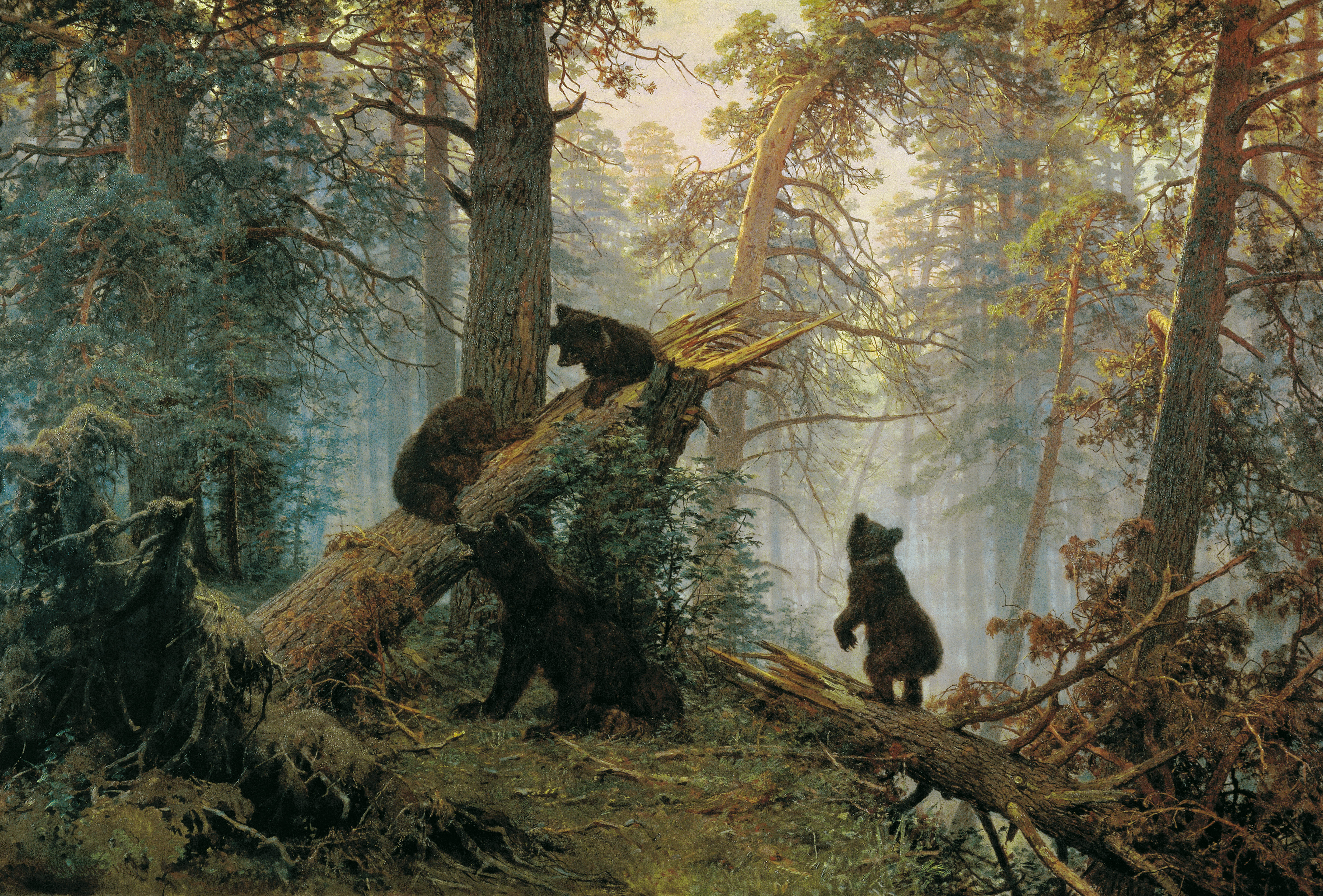
Morgen im Kiefernwald (1886)
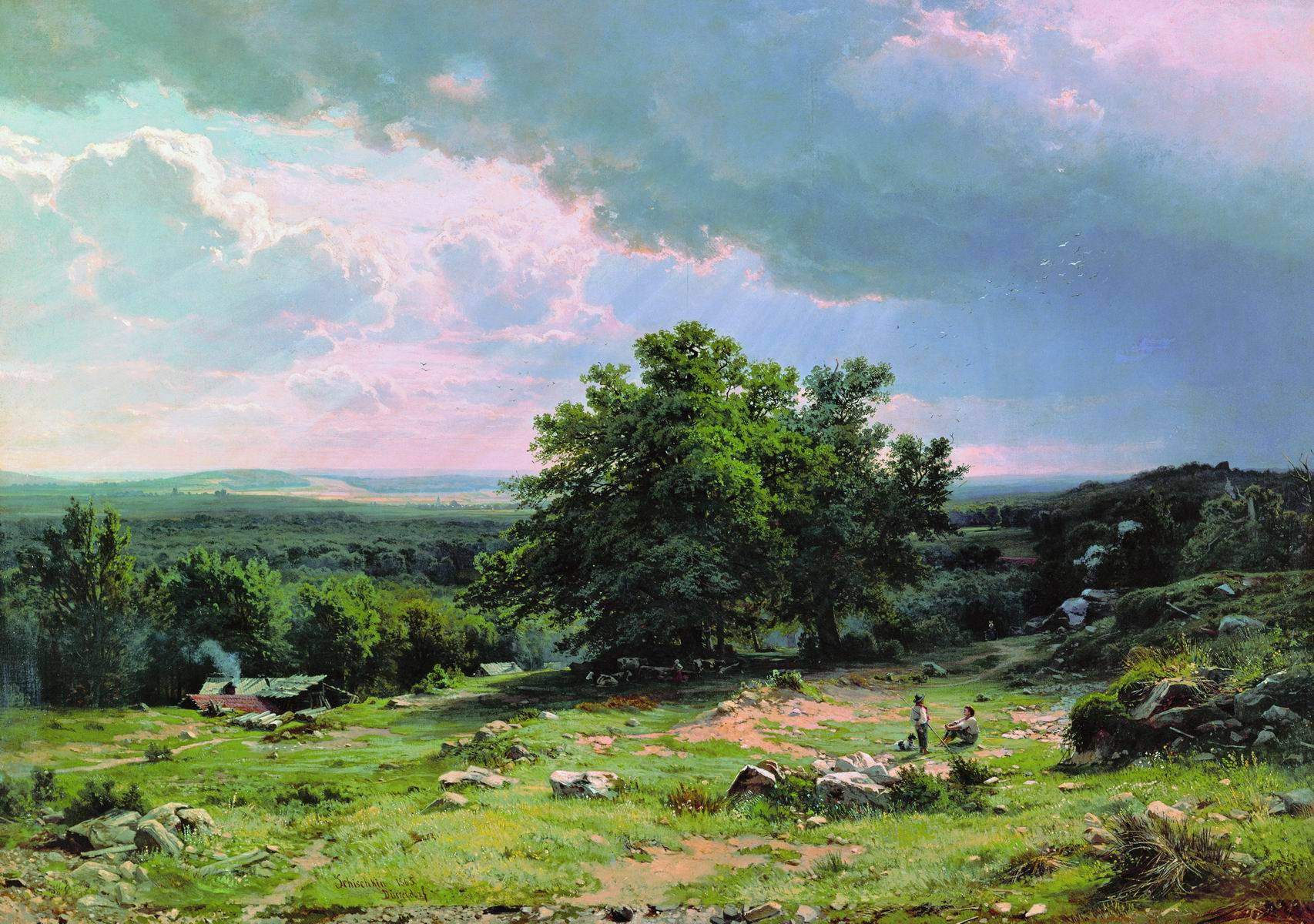
Landschaft bei Düsseldorf (1865)
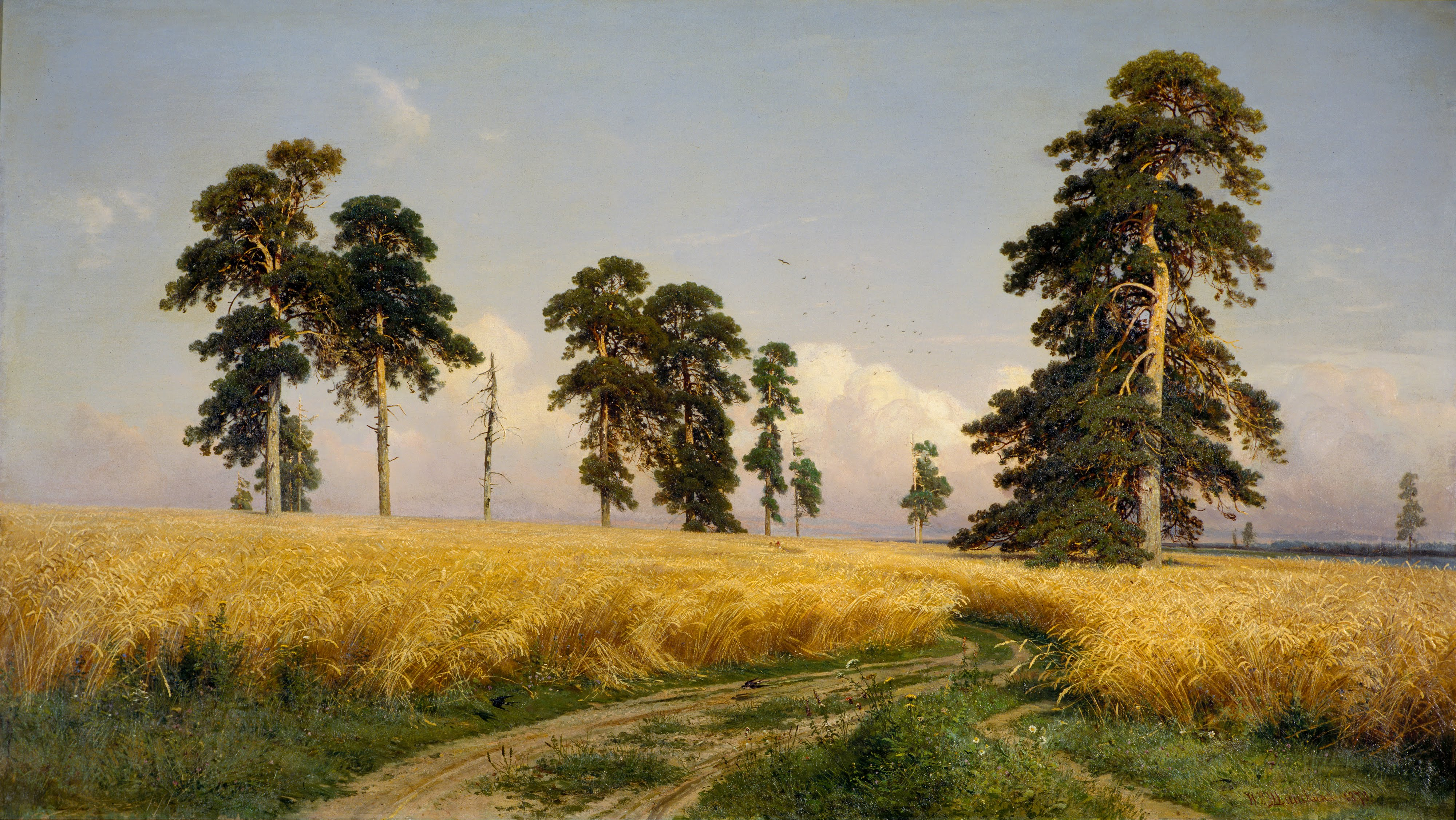
Roggen (1878)
Regen im Eichenwald (1891)
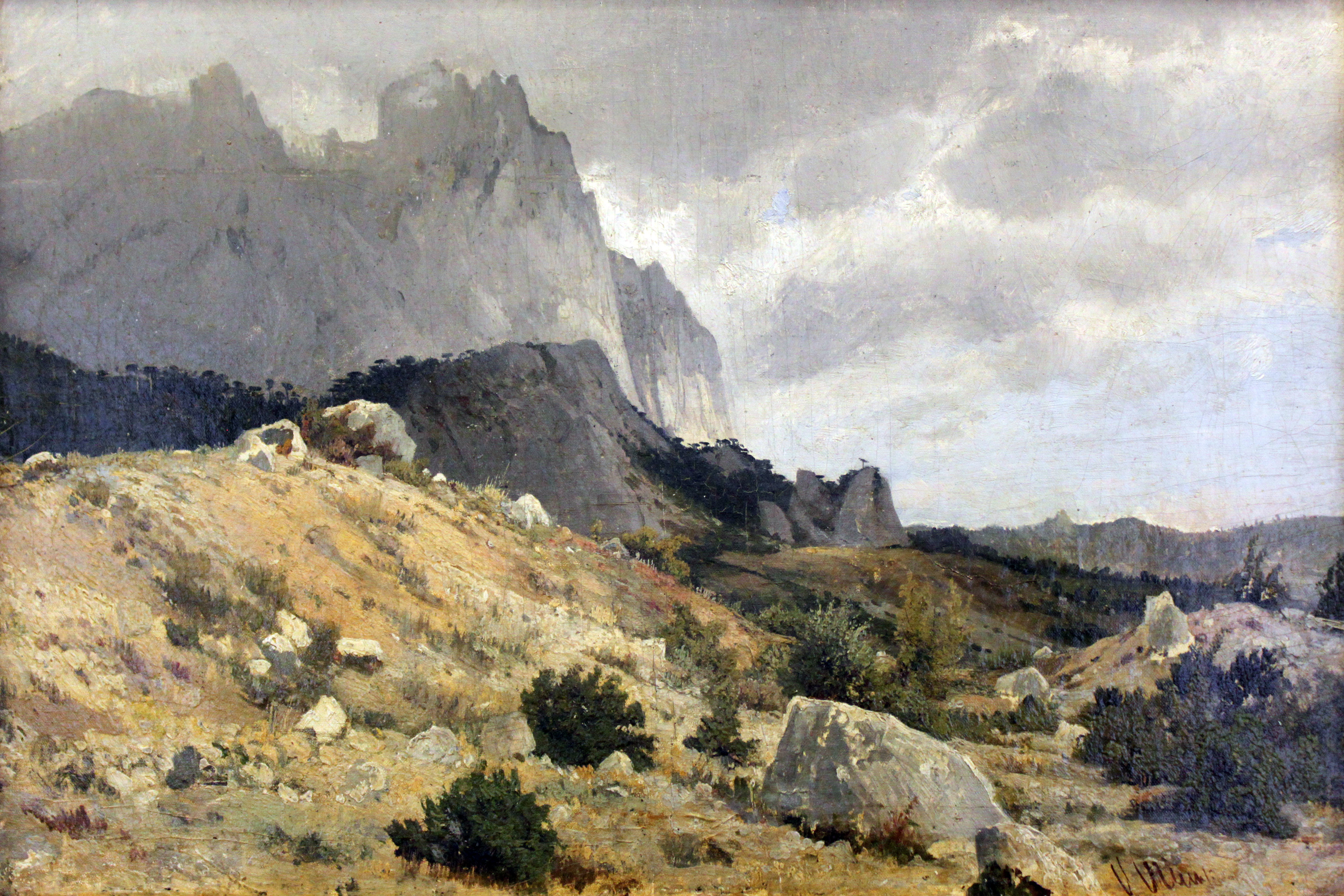
Die felsige Landschaft (1889)
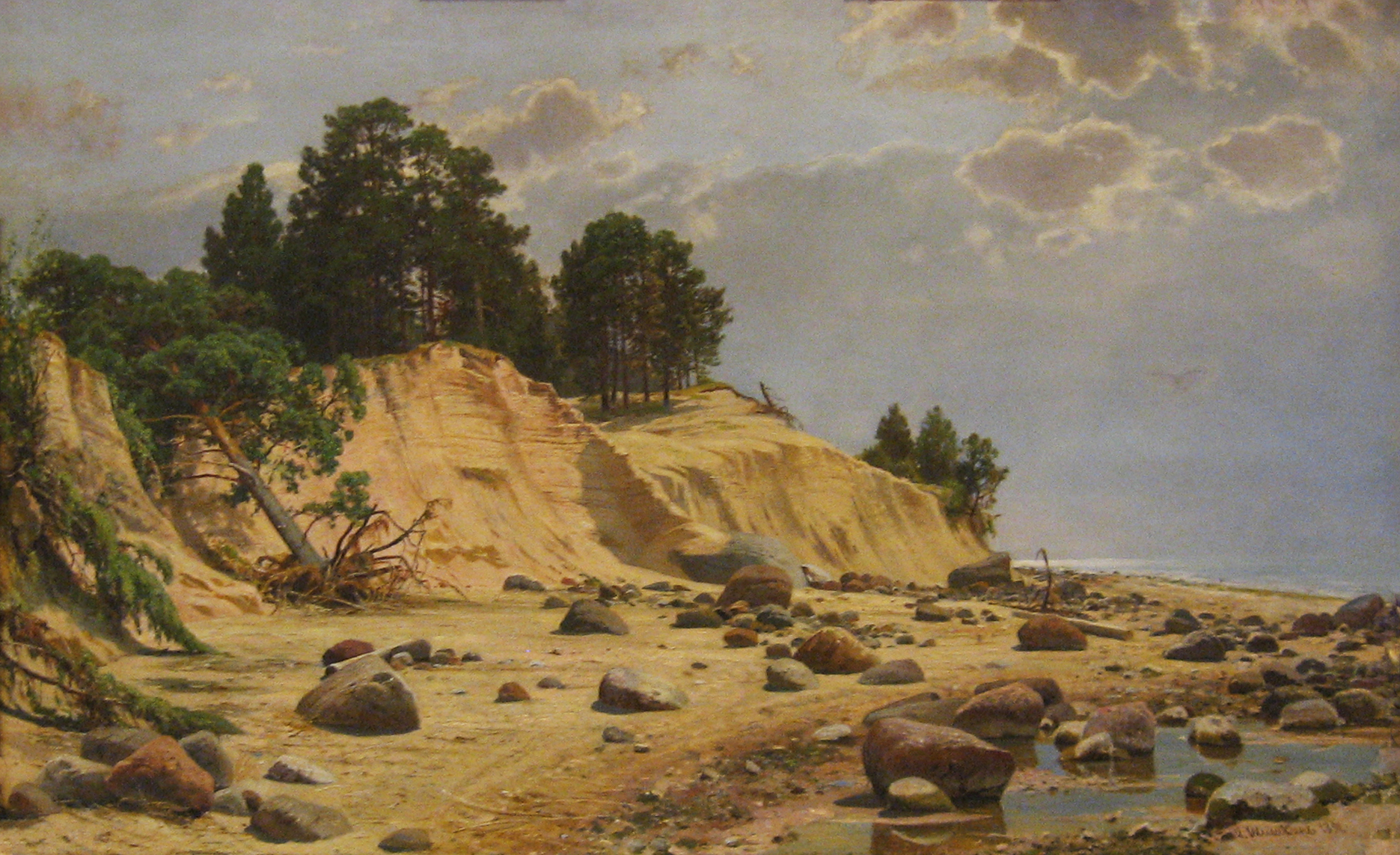
Nach dem Sturm in Meri-Hovi (1891)
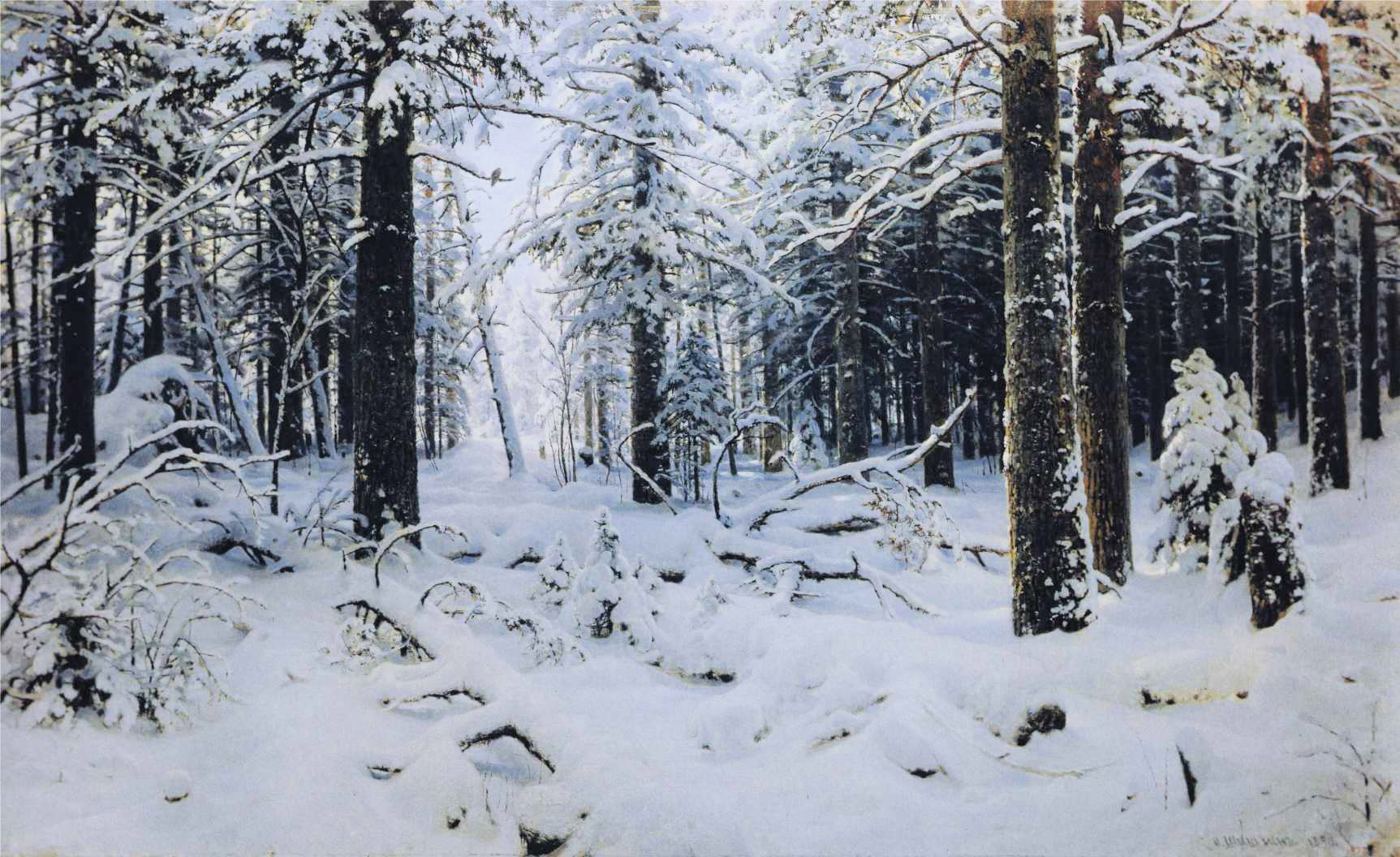
Winter (1890)
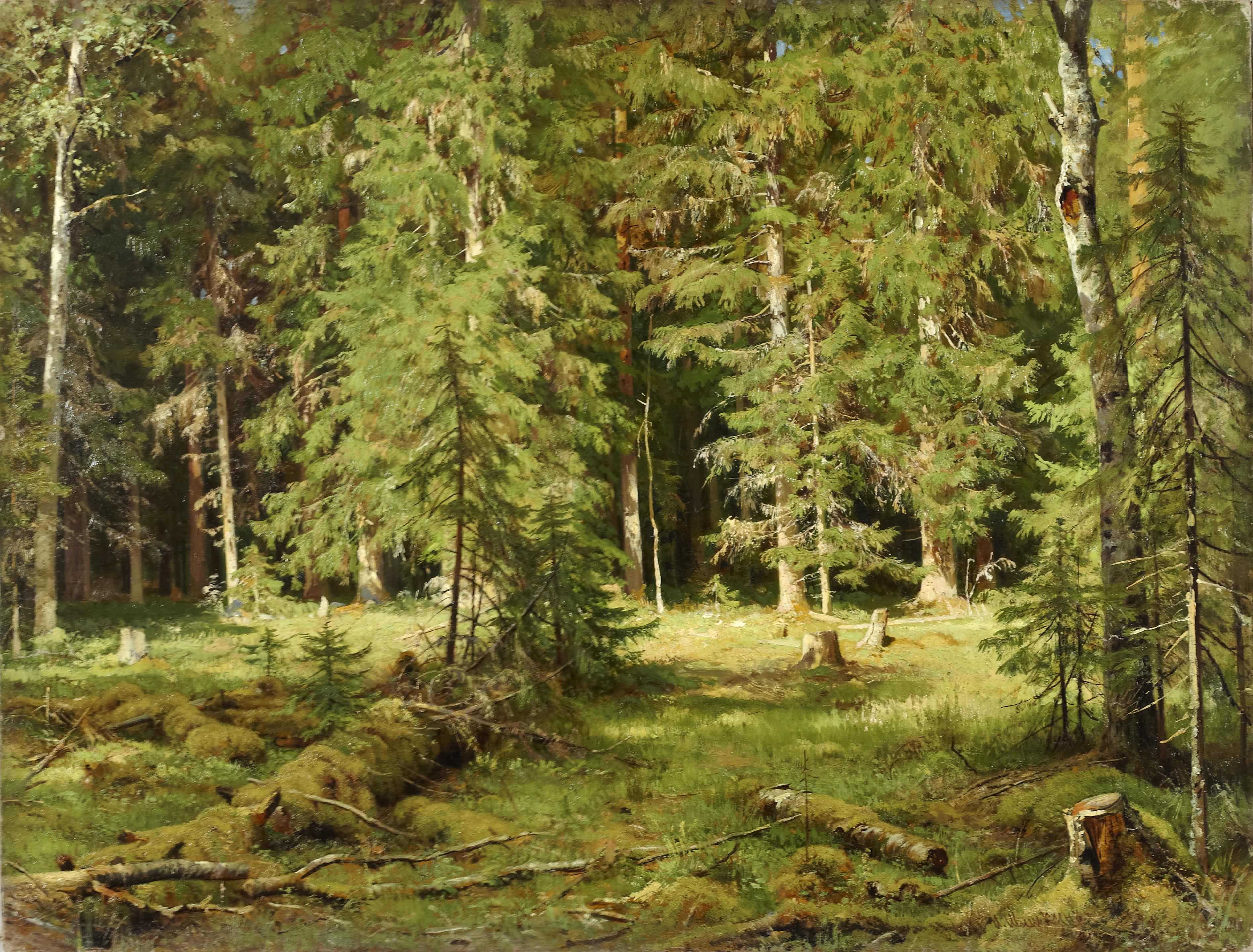
Wald (1895)
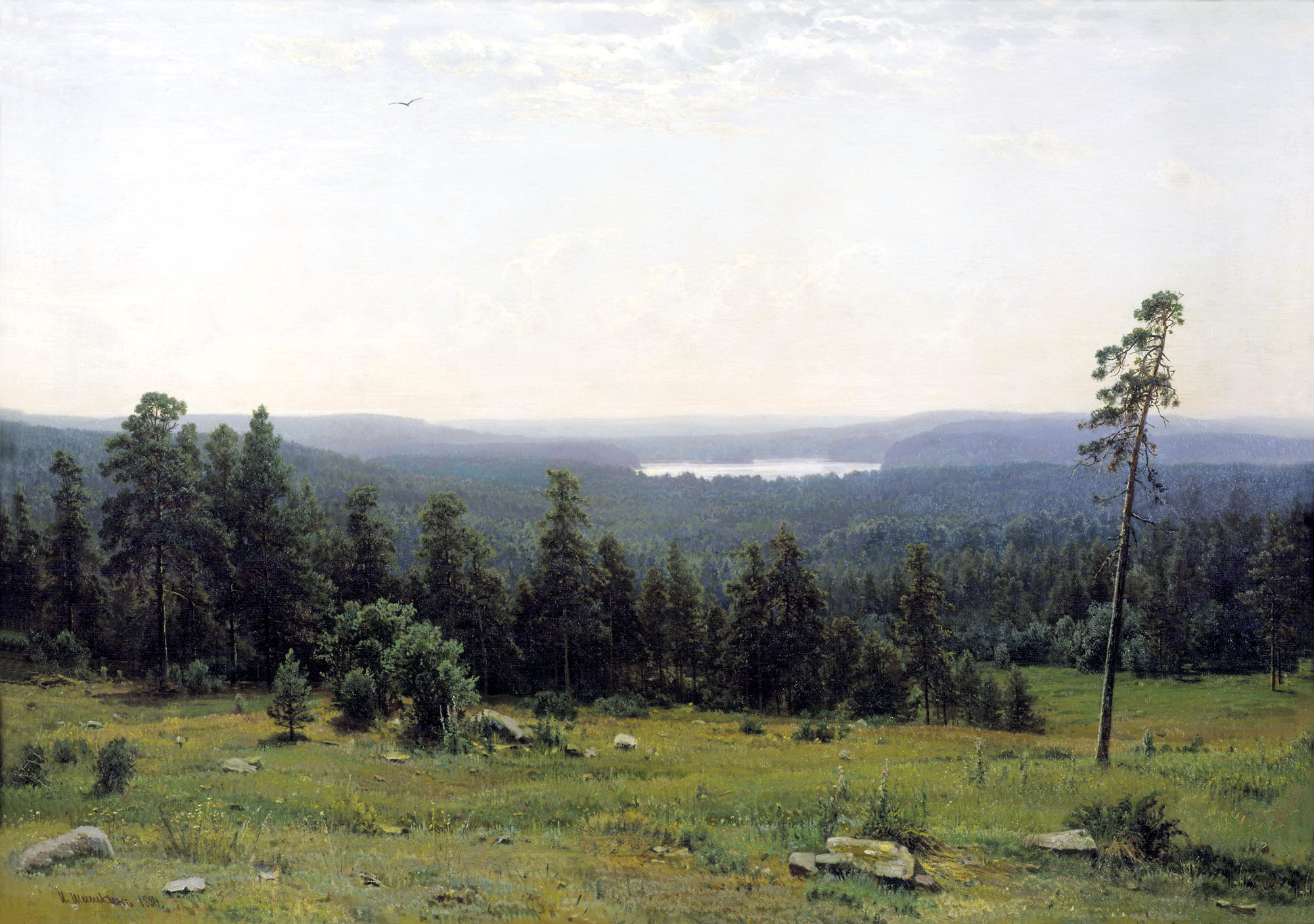
Wald in der Ferne
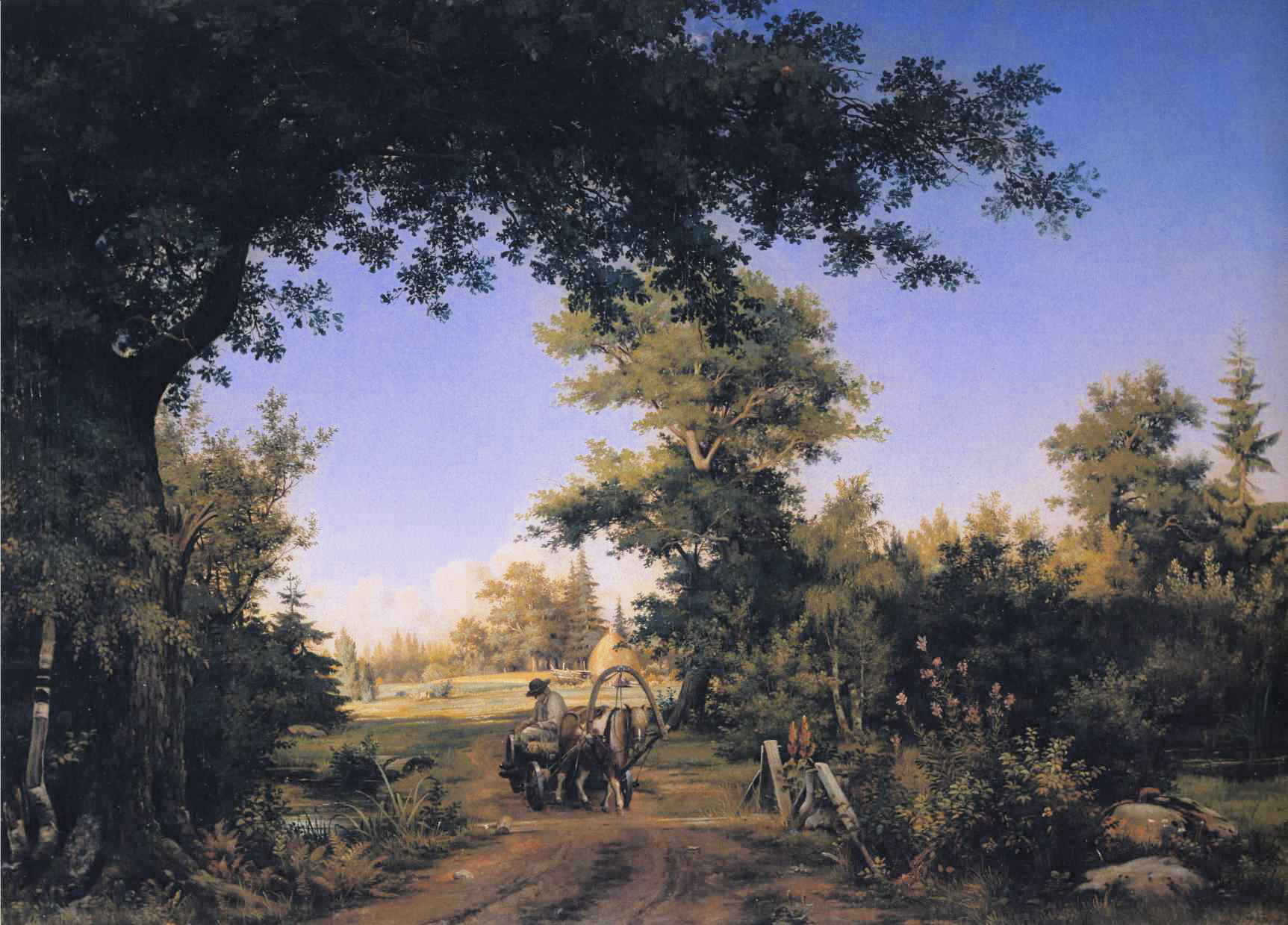
Blick in die Umgebung von St. Petersburg
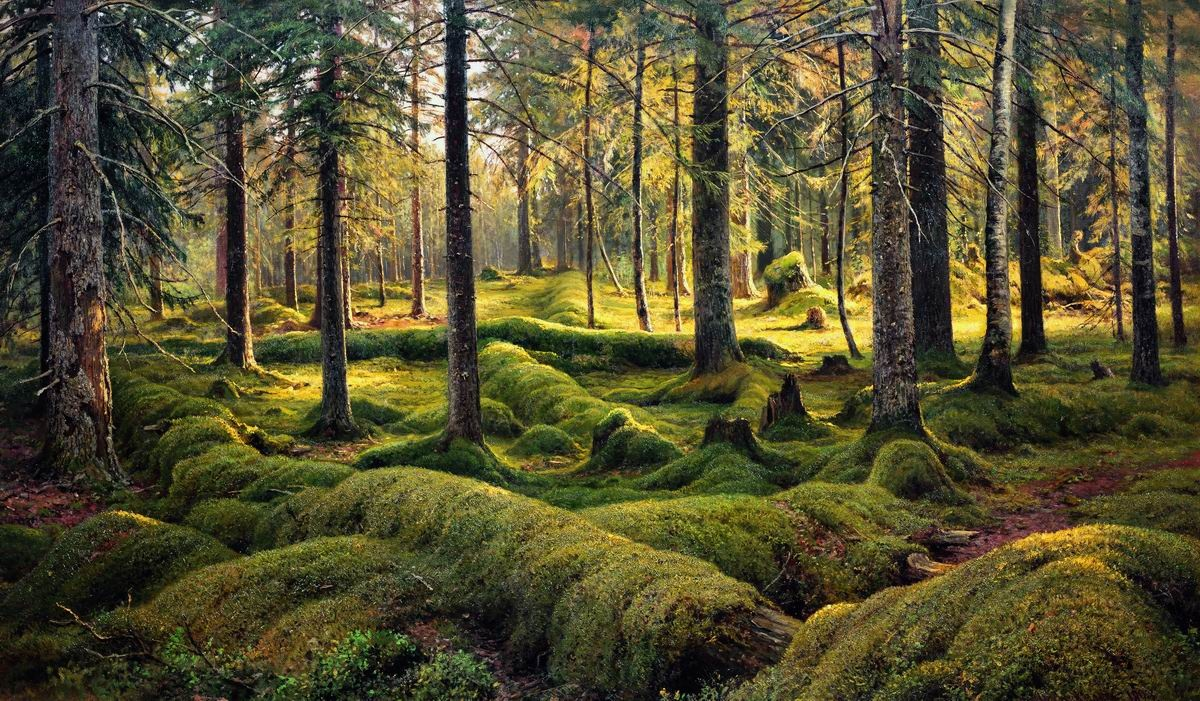
Altes Totholz, Waldfriedhof (1893)